# 且鞮侯
且鞮侯（しゃていこう、拼音：Qiĕdīhóu、? - 紀元前96年）は、中国前漢時代の匈奴の単于。伊稚斜単于の子、呴犁湖単于の弟。単于号が無く、且鞮侯というのは名で、姓は攣鞮氏。

## 生涯
伊稚斜単于の子として生まれる。
太初3年（前102年）、兄の呴犁湖単于が即位すると、且鞮侯は左大都尉となるが、その年の冬に呴犁湖単于が病死したので、単于に即位した。
太初4年（前101年）、漢は大宛を討伐。その威勢は諸外国を震撼させた。単于且鞮侯は恐れて、今まで留置していた漢の使者たちを全員帰国させ、敵意がないことを伝えた。そこで漢は中郎将の蘇武を派遣して、単于に多額の贈物を送った。すると単于は次第につけあがって、傲慢な態度をとるようになった。
天漢元年（前100年）、匈奴に捕まっていた浞野侯趙破奴は脱走して漢に帰国した。
天漢2年（前99年）、漢は弐師将軍の李広利率いる3万の騎兵を酒泉から出撃させ、右賢王を天山で撃ち、首虜万余級を得て還った。匈奴は大挙して李広利を包囲した。李広利の兵はほとんど脱出することができず、10分の6～7が戦死した。漢はまた因杅将軍の公孫敖を西河から出撃させ、強弩都尉の路博徳と涿邪山で合流したが、何もなかった。騎都尉の李陵率いる歩兵5千人を居延の北千余里から出撃させ、単于且鞮侯と遭遇し戦闘になった。李陵は万余人を殺傷したが、兵糧が尽きたので撤退しようとしたところ、単于に包囲され、匈奴に降った。単于且鞮侯は李陵に自分の娘を娶らせた。
天漢4年（前97年）、ふたたび漢は弐師将軍の李広利率いる6万の騎兵と10万の歩兵を朔方から出撃させ、強弩都尉の路博徳率いる1万、游撃将軍の韓説率いる3万を五原から出撃させ、因杅将軍の公孫敖の4万を雁門から出撃させた。匈奴はこのことを聞くと、遠く余吾水の北までの足手まといになるものを撤退させ、単于は10万の騎兵を率いて李広利と河南で戦闘となった。李広利は匈奴に降伏し、韓説は何の成果もなく、公孫敖は左賢王と戦ったが敗北して引き揚げた。
太始元年（前96年）、単于且鞮侯は死に、長子の左賢王が狐鹿姑単于となった。

## 参考資料
- 『史記』匈奴列伝
- 『漢書』匈奴伝